# Barcza Elek
Barcza Elek (Nemescsó, 1853. január 10. – Budapest, 1913. március 23.) építész.

## Élete
Nemescsón született, tanulmányait a budapesti Műegyetemen végezte, diplomát 1877-ben szerzett. Ezt követően hosszabb külföldi tanulmányútra ment, majd hazatérve Schulek Frigyes irodájában helyezkedett el, és részt vett mestere mellett a Mátyás-templom restaurálási munkáiban. Később önállósította magát, és több közintézményt tervezett mint a főváros műszaki karának építésze és műszaki tanácsosa. 
1913-ban hunyt el nem sokkal a 60. születésnapja után. Halála előtt a VIII. kerületi elöljáróság épületének új tervén dolgozott.

## Írásai
Különböző szaklapokba (legtöbbször az Építő Iparba) több cikket írt építészeti kérdésekkel kapcsolatban.

## Ismert épületeinek listája
- 1895: Sziget (ma Radnóti) Utzai Községi Elemi Népiskola (ma: Gárdonyi Géza Általános Iskola), 1137 Budapest, Radnóti Miklós u. 8-10.[3][4]
- 1898: új Szent János Kórház, 1125 Budapest, Diós árok 1–3.[5]
- 1898: az új Szent János Kórház kápolnája, 1125 Budapest, Diós árok 1–3.[6]
- 1906: Budapest Főváros 3. kerületi Tanácsháza (ma: Budapest Főváros III. kerület Óbuda-Békásmegyer Önkormányzata – Polgármesteri Hivatal), 1033 Budapest, Fő tér 3.[7]
- 1909: Evangélikus templom, Marcalgergelyi[8]
- 1910: Hungária úti elemi iskola (ma: Liszt Ferenc Általános Iskola), 1146 Budapest, Hermina út 23.[9]
- 1913: Izabella Utcai Felsőkereskedelmi Iskola (ma: Eötvös Loránd Tudományegyetem Pedagógiai és Pszichológiai Kar), 1064 Budapest, Izabella utca 46.[10]
- VIII. kerületi tanácsháza[4] – talán a mai VIII. kerület Józsefvárosi Önkormányzat Polgármesteri Hivatala (1082 Budapest, Baross u 63-67.)
- Korona utcai iskola[4] – talán a mai Szent Korona Általános Iskola (1155 Budapest, Szent Korona útja 5.)
- Óhegyi iskola[4] – talán a mai Kada Mihály Általános Iskola (1103 Budapest, Kada u. 27-29.)
- Fehérvári úti iskola[4] – talán a mai József Attila Gimnázium (1117 Budapest, Váli u. 1.)
- Mértékhitelesítő Hivatal épülete[4]
- egyéb épületek

Restaurációk:
- Mátyás-templom, 1014 Budapest, Szentháromság tér 2.
- Terézvárosi plébániatemplom, 1065 Budapest, Pethő Sándor u. 2.
- Józsefvárosi plébániatemplom, 1082 Budapest, Horváth Mihály tér 7.

A kőbányai Szent László-templom (1102 Budapest, Szent László tér 25.) építésénél tervei felhasználta Lechner Ödön.